# Шмидт, Франц (композитор)
Франц Шмидт (нем. Franz Schmidt; 22 декабря 1874, Прессбург, Австро-Венгрия — 11 февраля 1939, Перхтольдсдорф, Третий рейх) — австрийский композитор и виолончелист. Мастер позднеромантической симфонии, последователь Густава Малера и Антона Брукнера.

## Биография
Начал учиться музыке в родном городе, некоторое время занимался игрой на фортепиано под руководством Теодора Лешетицкого. В 1888 году вместе с семьёй переехал в Вену, где приступил к занятиям в Венской академии музыки у Фердинанда Хельмесбергера (виолончель), Роберта Фукса (композиция) и Антона Брукнера (контрапункт). По окончании курса в 1896 году поступил по конкурсу виолончелистом в оркестр Венской придворной оперы, в котором играл вплоть до 1914 года, в том числе под руководством Густава Малера, предпочитавшего доверять Шмидту сольные партии. В 1914 году Шмидт сменил пульт на кафедру, поступив в Венскую академию музыки в качестве преподавателя фортепиано; в дальнейшем в разные годы он преподавал также виолончель, контрапункт и композицию, в 1925 году занял пост директора академии, а в 1927—1931 годах был её ректором и лишь в 1937 году оставил преподавательскую деятельность из-за ухудшившегося здоровья.
В 1935—1937 годах создал масштабную ораторию «Книга за семью печатями» на собственное либретто по «Откровению Иоанна Богослова». Оратория впервые прозвучала в Вене 15 июня 1938 года; дирижировал бывший ученик Шмидта, руководитель Венского симфонического оркестра Освальд Кабаста.
После аншлюса Шмидт получил правительственный заказ на кантату «Немецкое Воскресение», которая должна была воспевать величие Третьего рейха; этот заказ Шмидт выполнить не успел (произведение сохранилось в клавире). В последние годы жизни работал также над камерными сочинениями по заказу пианиста Пауля Витгенштейна.
16 декабря 2019 года его вторая симфония была впервые исполнена в России оркестром Московской филармонии, дирижировал Юрий Симонов.

## Избранные сочинения
- Опера «Нотр-Дам» (либретто по книге В. Гюго; премьера — Вена, 1914)
- Оратория «Книга за семью печатями» (нем. Das Buch mit sieben Siegeln, на тексты Апокалипсиса; 1937; премьера — Вена, 1938)
- Кантата «Немецкое Воскресение» (нем. Deutsche Auferstehung; 1938-39, клавир; премьера в оркестровке Роберта Вагнера — Вена, 1940)
- Симфония № 1 E-dur (1899; премьера — Вена, 1902)
- Симфония № 2 Es-dur (1913; премьера — Вена, 1913)
- Симфония № 3 A-dur (1928; премьера — Вена, 1928)
- Симфония № 4 C-dur (1933; премьера — Вена, 1934)